# Pier Vittorio Tondelli
Pier Vittorio Tondelli (* 14. September 1955 in Correggio; † 16. Dezember 1991 in Reggio nell’Emilia) war ein italienischer Schriftsteller.

## Leben
Tondelli verbrachte seine Kindheit, die er selbst als gewöhnlich und bürgerlich beschrieb, in Correggio. Während der Schulzeit (Liceo Classico) schrieb er erste Texte für die Jugendzeitschrift der Katholischen Kirche von Correggio. Nach dem Schulabschluss 1974 arbeitete er für kurze Zeit für eine Theaterkooperation und für das Kulturprogramm eines Alternativradiosenders (radio libere). Kurz darauf schrieb er sich am Studiengang „DAMS“ (Discipline delle Arti, della Musica e dello Spettacolo, d. h. Kunst-, Musik- und Theaterwissenschaften) an der Universität Bologna ein, wo er unter anderem Kurse bei Umberto Eco und Gianni Celati belegte. Bologna bildete in dieser Zeit das Zentrum der Studentenrevolte; später beschrieb Tondelli die Jahre 1975–1979 als anni caldi. Das geistige Umfeld des DAMS und die gesellschaftlichen Umstände der 1970er Jahre prägten Tondelli nachhaltig. Die Schriftstellerei bedeutete ihm die direkteste Möglichkeit künstlerischen Ausdrucks, mittels derer er sein meist nach innen gekehrtes Leben erleichterte und gedankliche Ausbrüche aus den sozialen und geographischen Zwängen unternahm.
Nach dem Erscheinen seines ersten Buches, Andere Freiheiten, und dem erfolgreichen Abschluss des Studiums im Jahre 1980 widmete er sich vollständig der Literatur und dem Journalismus. In den folgenden Jahren reiste er viel, vor allem nach Deutschland. Dort faszinierte ihn besonders Berlin, die Jugend- und Punkbewegung, die besetzten Häuser in Kreuzberg, die unbefangene und leichte Lebensart. Diese Eindrücke verarbeitete er in seinen Romanen. Nachdem er mehrere Jahre in Mailand verbracht hatte, kehrte er 1991 nach Correggio zurück, wo er im Dezember desselben Jahres seiner AIDS-Erkrankung erlag.

## Leistungen
Tondellis Erzählungsband Andere Freiheiten, der auch als Roman in sechs Erzählungen angesehen werden kann, gilt als eines der ersten Werke der giovani scrittori. Durch die Verwendung zahlreicher intermedialer Rekurse werden mediale Rezeptionsgewohnheiten der Massenkultur und des globalen Kommunikationsnetzes sowohl stilistisch als auch inhaltlich nachgeahmt. Tondelli adaptierte Konventionen des Erzählkinos, wie die der Visualität, der Simultaneität und der Diskontinuität, sowie kompositionstechnische Strukturen der Musik und entsprach dadurch den Ästhetikansprüchen seiner Leser. Der dadurch entstehende Erzählstil spiegelte das neue Lebensgefühl und Konsumverhalten wider und richtete sich mit Hilfe seines, dank zahlreicher expliziter Verweise, stark evozierenden Charakters ausdrücklich an eine Leserschaft, die infolge einer gemeinsamen medialen Vergangenheit Tondellis intermediale Verweise entschlüsselte und verstand. Das Buch zeichnet sich auf diese Weise durch eine Kommunikativität aus, die eine kollektive Identität ausdrückte und auch festigte. In Deutschland so gut wie unbeachtet, avancierte Tondelli mit Andere Freiheiten in Italien zum Kultautor, der dem Zeitgeist der 1980er Jahre Ausdruck verlieh.

## In deutscher Sprache erschienene Werke
Die deutschen Erstausgaben (1988–1993) erschienen mit erheblicher Verzögerung gegenüber den Originalausgaben (1980–1989) und in veränderter Reihenfolge.
- Rimini. Roman. Aus dem Italienischen von Benjamin Schwarz. Albrecht Knaus Verlag, München/Hamburg 1988, ISBN 3-8135-2013-7. – Taschenbuchausgabe: Goldmann Verlag, ohne Ortsangabe [München] 1990, ISBN 3-442-09665-0.
- PAO, PAO – Gruppenbild mit Mann. Eine römische Geschichte. Aus dem Italienischen von Christoph Klimke und Castor Seibel. Rowohlt Taschenbuch Verlag, Reinbek bei Hamburg 1989, ISBN 3-499-12489-0.[1]
- Andere Freiheiten. Erzählungen. Aus dem Italienischen von Christoph Klimke unter Mitarbeit von Rüdiger Oetke. Rowohlt Taschenbuch Verlag, Reinbek bei Hamburg 1990, ISBN 3-499-12597-8.
- Getrennte Räume. Roman. Aus dem Italienischen von Hinrich Schmidt-Henkel. Rowohlt Taschenbuch Verlag, Reinbek bei Hamburg 1993, ISBN 3-499-12804-7.

## In italienischer Sprache erschienene Werke
- Altri libertini
- Il diario del soldato Acci
- Pao Pao
- Rimini
- Biglietto agli amici
- Camere separate
- Un weekend postmoderno. Cronache dagli anni ottanta
- L'abbandono. Racconti dagli anni ottanta
- Dinner Party